# ハキム・マストゥール
ハキム・マストゥール（アラビア語: هاشم مستور、イタリア語: Hacim Mastour、1998年6月15日 - ）は、イタリア・エミリア＝ロマーニャ州レッジョ・エミリア出身のサッカー選手。ポジションはFW、MF。モロッコ代表最年少出場記録保持者。

## クラブ経歴

### ACミラン
レッジョ・エミリアでモロッコ人の両親のもとに生まれて2012年7月にACレッジャーナ1919からACミランに加入。弱冠15歳でフィリッポ・インザーギが監督を務めていたミラン・プリマベーラ (U-19) でプレーした。2014年5月18日には、クラレンス・セードルフ監督のもとセリエAのサッスオーロ戦で登録メンバー入りする。出場していれば、セリエA史上、ミランのトップチームでプレーした最年少選手、セリエA史上でも5番目に若い選手となっていた。2014年6月15日には、ACミランと2017年までプロ契約を結んだ。

### マラガCF
2015年8月31日、マラガCFへ2年間のレンタル移籍をした。11月7日、プリメーラ・ディビシオンのレアル・ベティス戦で交代途中出場でプロデビューを果たした。2016年7月7日、1年間が経過した時点でレンタルを終了してミランへ戻ることになった。

### PECズヴォレ
2016年7月14日、オランダのPECズヴォレにレンタル移籍した。

### PASラミア1964
2018年9月5日、PASラミア1964に加入した。

### レッジーナ1914 S.r.l.
2019年10月18日、セリエCのレッジーナに3年契約で加入した。
2021年7月退団。

### モロッコリーグ
2022–2023シーズンより母国モロッコのクラブに入団したが、精彩を欠いては転々とし、2024年から無所属となっている。

### ヴィルトゥス・ヴェローナ
2025年、セリエC・ジローネAのヴィルトゥス・ヴェローナと契約を結んだ。

## 代表経歴
2015年6月13日にアフリカネイションズカップ2017予選のリビア代表戦に16歳363日で史上最年少でモロッコ代表にデビューした。その後は、10番を背負ったこともある。